# Croix Saint-Roch (Pesmes)
La croix Saint-Roch est une croix située à Pesmes, en France.

## Localisation
La croix est située sur la commune de Pesmes, dans le département français de la Haute-Saône.

## Historique
L'édifice, élevé au 14e siècle, est classé au titre des monuments historiques en 1977.